# Oćwieka (Przelewice)
Oćwieka (deutsch Woitfick) ist ein Dorf in der Woiwodschaft Westpommern in Polen. Es gehört zur Gmina Przelewice (Gemeinde Prillwitz)  im Powiat Pyrzycki (Pyritzer Kreis).

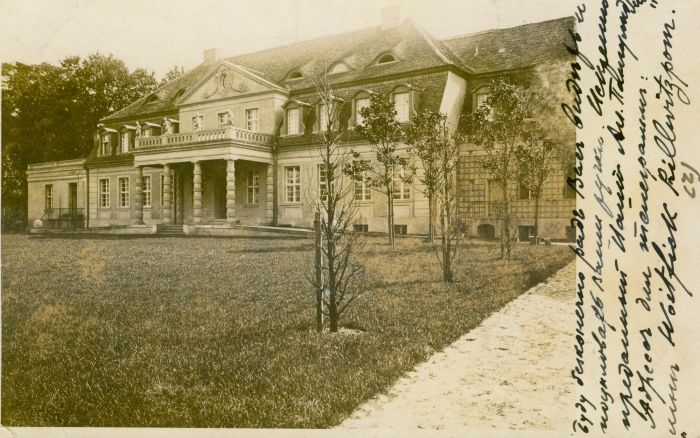
Schloss Woitfick (um 1900)

## Geographische Lage
Das Dorf liegt in Hinterpommern, etwa 45 Kilometer südöstlich von Stettin und etwa 10 Kilometer östlich der Kreisstadt Pyritz. Das Dorf liegt etwa ½ Kilometer vom Ufer des Plönesees entfernt, zu dem sich hier der Fluss Plöne verbreitert.

## Geschichte
Aus vorgeschichtlicher Zeit stammten die Großsteingräber bei Woitfick, drei megalithische Grabanlagen der jungsteinzeitlichen Trichterbecherkultur. Sie wurden im 19. Jahrhundert zerstört.
Woitfick war ein altes Lehen der uradligen Familie Steinwehr, zumindest seit dem 16. Jahrhundert. Auf der Lubinschen Karte des Herzogtums Pommern von 1618 ist der Ort als „Gutfick“ verzeichnet; dieser Name war im Volksmund noch im 19. Jahrhundert verbreitet. 1745 verkauften die Steinwehr Woitfick an Matthäus Heinrich von Liebeherr, den 1731 vom Kaiser geadelten Bürgermeister von Stettin. 1747 ließ der neue Besitzer das Gut allodifizieren.
In Ludwig Wilhelm Brüggemanns Ausführlicher Beschreibung des gegenwärtigen Zustandes des Königlich-Preußischen Herzogtums Vor- und Hinterpommern (1784) wurde Woitfick unter den adligen Gütern des Pyritzschen Kreises aufgeführt. Damals gab es hier ein Ackerwerk, also den Gutsbetrieb, fünf Kossäten und eine Schmiede, insgesamt 15 Haushaltungen („Feuerstellen“). Das Dorf war vom Nachbardorf Klücken „nur durch eine Brücke über einen Graben getrennet“. Im Besitz der Familie von Liebeherr blieb Woitfick, bis es die Enkel des Bürgermeisters Matthäus Heinrich von Liebeherr 1794 an Graf August Ferdinand von Küssow verkauften. Mit dessen Sohn Ludwig Julius Erasmus von Küssow († 1824) starb die adlige Familie Küssow aus und Woitfick kam an bürgerliche Besitzer. Von den ursprünglich fünf Kossätenhöfen bestand Mitte des 19. Jahrhunderts nur noch einer; die anderen vier waren nach und nach von der Gutsherrschaft aufgekauft worden.
Ab dem 19. Jahrhundert bestanden der politische Gutsbezirk Woitfick und die kleinere Landgemeinde Woitfick nebeneinander. Im Jahre 1910 zählte der Gutsbezirk Woitfick 129 Einwohner, die Landgemeinde Woitfick nur 19 Einwohner. Später wurde Woitfick in die Landgemeinde Klücken eingemeindet.
Nach dem Zweiten Weltkrieg kam Woitfick, wie ganz Hinterpommern, an Polen. Es erhielt den polnischen Ortsnamen „Oćwieka“. Heute liegt es in der Gmina Przelewice (Gemeinde Prillwitz).